# قبیله افرایم

تقسیم اراضی اسرائیل بین اسباط.

قبیله افرایم (عبری: אֶפְרָיִם) یکی از قبائل دوازده گانه اسرائیل (اسباط اسرائیل) بود. قبیله افرایم به همراه قبیله مناسه بیت یوسف را تشکیل میدهند. یوسف دارای دو پسر به نامهای مناسه و افرایم بود که هر یک یکی از اسباط اسرائیل را به دلیل مورد آمرزش گرفتن توسط یعقوب تشکیل دادند با اینکه تمامی پسران دیگر یعقوب تنها یک قبیله تشکیل دادند. بعد از تسخیر ارض مقدس توسط یوشع بن نون که خود نیز از نسل افرایم بود تا سال ۱۰۵۰ قبل از میلاد قبائل اسرائیل دولت مرکزی مشخصی نداشتند. در زمان بروز مشکل مردم به حاکمان محلی به نام قاضیان رجوع میکردند. با گسترش خطر فلسطین قبائل اسرائیل تحت حکومت شائول (طالوت) متحد شدند. بعد از مرگ شائول تمامی قبائل اسرائیل به غیر از یهودا به بیت شائول پایبند ماندند و بعد از مرگ ایش - بوشت پسر شائول قبیله افرایم به بقیه قبائل اسرائیل ملحق شد و داوود را به عنوان پادشاه قبول کرد. بعد از به قدرت رسیدن رهبعام نوه داوود قبائل شمالی اسرائیلی جدا شده و پادشاهی شمالی اسرائیل را تشکیل دادند. قبیله افرایم نیز جزئی از این قبایل بود. قبیله افرایم به زندگی خود در پادشاهی شمالی اسرائیل ادامه داد تا اینکه سرانجام به همراه بقیه ده قبیله گمشده در سال ۷۲۳ از ارض مقدس به وسیله آشوریان اخراج شد و سرنوشت آن از این زمان به بعد نامشخص است. بعضی اعتقاد دارند که بعضی آیات کتاب مقدس بیانگر اختلاف بین قبیله یهودا و قبیله افرایم است. قبیله افرایم نماینده اصلی قبائل شمالی اسرائیل است و نسل پادشاهی شمالی اسرائیل در زمینهای این قبیله بود.